# Isla Martillo
Isla Martillo är en ö i Argentina. Den ligger i den södra delen av landet, 2 400 km söder om huvudstaden Buenos Aires. Arean är 0,38 kvadratkilometer.
Terrängen på Isla Martillo är mycket platt. Öns högsta punkt är 26 meter över havet. Den sträcker sig 0,6 kilometer i nord-sydlig riktning, och 1,3 kilometer i öst-västlig riktning.
Trakten runt Isla Martillo är nära nog obefolkad, med mindre än två invånare per kvadratkilometer.